# Oficiul Național al Viei și Vinului
Oficiul Național al Viei și Vinului (ONVV) este o instituție de stat din România, înființată în anul 2002, ca organism specializat cu caracter tehnico-științific, având personalitate juridică și funcționând în subordinea Ministerului Agriculturii, Pădurilor și Dezvoltării Rurale.
ONVV are rolul de a asigura fundamentarea politicii de realizare și dezvoltare a producției vitivinicole, de a contribui la elaborarea reglementărilor vitivinicole, de a sprijini pe plan național filiera vitivinicolă și de a dezvolta relațiile internaționale din acest domeniu.
Participă la elaborarea de proiecte de legi, acte normative, strategii și politici în domeniul viticulturii și vinificației.
De asemenea, ONVV avizează normele tehnice privind stabilirea condițiilor de cultură a viței de vie și acordă premii pentru cele mai valoroase lucrări din domeniul viticulturii.